# Temporada de furacões no oceano Atlântico de 1969
A temporada 1969 de furacões no oceano Atlântico foi a mais ativa temporada de furacões no oceano Atlântico desde 1933 e está empatada com 2019 como a estação quarta mais ativa de furacões no Atlântico no registo, e foi também o último ano do mais recente positiva oscilação multidecadal do Atlântico da era (AMO). A temporada de furacões começou oficialmente a 1 de junho e durou até 30 de novembro. A temporada teve o maior número de sistemas atingindo o estatuto de furacão - doze - em uma única temporada, até que esse recorde foi superado em 2005. A estação estava acima da média, apesar do El Niño, que normalmente suprime a atividade no Oceano Atlântico, enquanto aumenta a atividade de ciclones tropicais no Oceano Pacífico. A atividade começou com uma série de cinco depressões tropicais, a primeira das quais se desenvolveu em 29 de maio. O terceiro sistema dessa série, Depressão Tropical Sete, causou extensas inundações em Cuba e na Jamaica no início de junho. A final da série formada em 25 de julho, no mesmo dia em que a Tempestade Tropical Anna se desenvolveu. Nem o primeiro nem o último causaram impacto significativo na terra. Mais tarde na temporada, a Depressão Tropical Vinte-e-Nove causou graves inundações locais no Panhandle da Flórida e no sudoeste da Geórgia em setembro. O furacão Blanche foi um ciclone tropical pequeno e de curta duração em meados de agosto que resultou em efeitos mínimos.
A tempestade mais significativa da temporada foi o furacão Camille, que atingiu o pico de furacão de Categoria 5 em 17 de agosto e devastou a costa do Golfo dos Estados Unidos ao atingir o Mississippi no dia seguinte. Ventos fortes e marejadas altas de tempestades afetaram especialmente o Mississippi e a Luisiana. Mais tarde, a tempestade causou graves inundações na graves inundações na Virgínia e na Virgínia Ocidental. Só Camille foi responsável por 259 mortes e US$ 1,43 bilhões. Todos os números de danos estão em USD de 1969, salvo indicação em contrário. Foi o furacão mais caro dos Estados Unidos na época, até ao furacão Agnes em 1972. No início de setembro, o furacão Francelia causou inundações mortais na América Central, com 271 pessoas mortas na América Central. O furacão Inga teve a terceira maior duração de um ciclone tropical no Atlântico. A última tempestade, o furacão Martha, foi o único ciclone tropical conhecido a atingir o Panamá. Martha causou pequenas inundações na anterior e na Costa Rica. No geral, os sistemas da temporada causaram coletivamente 535 mortes e mais de US$ 1,5 bilhões em perdas.

## Resumo da temporada

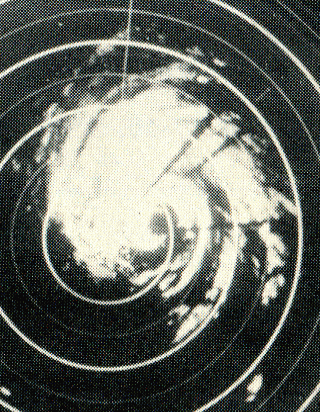
Imagem de radar do furacão Camille em 17 de agosto

A temporada de furacões no oceano Atlântico de 1969 começou oficialmente em 1 de julho. Dos vinte e quatro ciclones tropicais que se desenvolveram no Oceano Atlântico Norte em 1969, dezoito deles se intensificaram em tempestades tropicais; este foi acima da média –2000 de 9,6 tempestades nomeadas. Em termos de tempestades tropicais, foi a estação mais movimentada desde 1933. Doze das dezoito tempestades nomeadas atingiram o status de furacão, um recorde que permaneceu até haver quinze tempestades nomeadas em 2005. Cinco dos furacões se aprofundaram em grandes furacões, que são de Categoria 3 ou superior na escala de vento do furacão Saffir – Simpson. Entre 1950 e 2000, houve uma média de 2,3 grandes furacões por temporada. Ao longo da temporada, o US Weather Bureau emitiu mais avisos do que em qualquer temporada anterior. Além disso, aeronaves de reconhecimento foram utilizadas por mais horas de vôo do que em qualquer ano na bacia do Atlântico até aquele momento. A temporada terminou oficialmente em 30 de novembro.
O furacão Camille chegou ao Mississippi em 18 de agosto como uma furacão categoria 5, tornando-se um dos únicos quatro ciclones tropicais a atingir os Estados Unidos como uma Categoria 5, exceto o furacão do Dia do Trabalho em 1935, o furacão Andrew em 1992 e o furacão Michael em 2018. O Projeto Stormfury teve algumas das suas experiências de semeadura mais bem-sucedidas no furacão Debbie, que diminuíram a velocidade do vento em 31% no primeiro dia e em 18% no dia seguinte. Com uma duração de quase 25 dias a partir de 20 de setembro a 15 de outubro, o furacão Inga é o terceiro ciclone tropical de maior duração no Atlântico, atrás apenas do furacão San Ciriaco de 1899 e do furacão Ginger em 1971. Em 24 de novembro, o furacão Martha tornou-se o primeiro ciclone tropical registado a atingir o Panamá.
A temporada estava acima da média, apesar do El Niño, que normalmente suprime a ciclogênese tropical no Oceano Atlântico, enquanto aumenta a atividade no leste do Oceano Pacífico. A linha de cisalhamento troposférica superior do Atlântico, uma característica semi-permanente que se estendia para sudeste no mar do Caribe, que aumenta a vazão devido a distúrbios, permaneceu persistente durante toda a temporada. No entanto, a periferia oposta da linha de cisalhamento inibe a saída divergente de uma perturbação. Isso pode ter aumentado o número de ciclones tropicais em desenvolvimento, enquanto faz com que outras tempestades permaneçam fracas ou se dissipem nos trópicos profundos. Além disso, uma cordilheira troposférica anormalmente forte substituiu o oeste do sul, mais do que o normal, que impediu a formação de ciclones tropicais em 1968. Cinco furacões e duas tempestades tropicais chegaram a terra, causando 535 mortes e US $ 1,5 bilhões em danos; Depressão Tropical Vinte e Nove também resultou em danos.

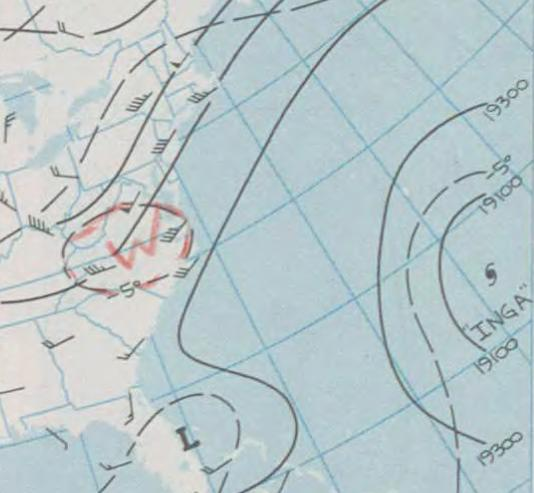
Mapa meteorológico com furacão Inga em 3 de outubro

A ciclogênese tropical começou cedo, com duas depressões tropicais formando-se em 29 de maio. Nem se intensificou em uma tempestade nomeada. Em junho, duas depressões tropicais adicionais se desenvolveram, as quais não atingiram a intensidade das tempestades tropicais. Atividade ficou inativa por pouco tempo entre 15 de junho e 25 de julho, quando a próxima depressão se originou. Nesse mesmo dia, a primeira tempestade com o nome da estação, Anna, se desenvolveu sobre o Atlântico leste. Havia cinco ciclones tropicais que se formaram no mês de agosto – Blanche, Camille, Debbie, Eve e Francelia. Camille foi o ciclone tropical mais intenso da temporada, chegando ao topo da Categoria 5 de furacão com ventos máximos sustentados de 282 km/h (175 mph) e uma pressão barométrica mínima de 900 mbar (27 inHg).
Setembro foi o mês mais ativo da temporada, com seis ciclones tropicais, cinco dos quais se intensificaram em uma tempestade tropical – Gerda, Holly, Inga e um furacão sem nome. Das cinco tempestades nomeadas que se originaram em outubro, três se intensificaram em furacões, incluindo Kara, Laurie e uma tempestade sem nome. Isso estava bem acima da média atualmente utilizada em 1981 – 2010 de duas tempestades tropicais e um furacão no mês de outubro. Embora um furacão sem nome existisse em novembro, Martha foi o único ciclone tropical a se originar naquele mês. Martha, a última tempestade da temporada, dissipou-se sobre o Panamá em 25 de novembro.
A atividade da temporada foi refletida com uma classificação acumulada de energia ciclônica (ECA) de 166. De uma maneira geral, o ECA é uma medida do poder do furacão multiplicado pelo tempo em que ele existe, de modo que as tempestades que duram muito tempo, bem como os furacões particularmente fortes, têm altos ECAs. É calculado apenas para orientações completas em sistemas tropicais em níveis superiores ou superiores a 63 km/h (39 mph), que é a força das tempestades tropicais.

## Sistemas

### Depressão Tropical Sete
A depressão tropical Sete desenvolvida perto da Península de Iucatã em 7 de 7 de julho. Mudou-se para o norte, atingindo o oeste de Cuba no dia seguinte. À medida que a depressão avançava em direção à Flórida, alertas de pequenas embarcações foram emitidos para a costa sul. A depressão chegou à Flórida em 9 de junho e dissipou-se pouco depois. Como resultado de 51 to 76 mm (2 to 3 in) chuva em Cuba, a Rádio Havana alertou sobre uma inundação repentina e depois relatou que três rios estavam transbordando em Camagüey. Inundações também forçaram 1.801 pessoas de suas casas. Ventos sustentados de 24 to 40 km/h (15 to 25 mph) e rajadas de vento até 64 km/h (40 mph) foram observados na ilha. O impacto da depressão na Flórida é desconhecido.
Os danos foram catastróficos na Jamaica, com deslizamentos de terra, inundações, linhas de comunicação interrompidas, cancelamento do serviço ferroviário e evacuação de centenas de pessoas de suas casas. Os trens da Jamaica Railway Corporation foram interrompidos por deslizamentos de terra bloqueando os carris da cidade espanhola até Port Antonio e as águas da enchente inundando uma ponte no parque Gregory. Um trem com destino a Kingston foi interrompido pela ponte inundada, assim como um automotora a diesel, isolando os dois trens em Richmond. Além disso, o antigo trem não chegou ao seu destino devido a deslizamentos de terra. A Companhia Telefônica da Jamaica relatou problemas devido a linhas telefônicas encharcadas. Escolas e faculdades em Kingston suspenderam as aulas e os motoristas da região tiveram dificuldade em viajar devido às estradas inundadas. Correspondentes do The Gleaner relataram fortes chuvas, que inundaram estradas, lavaram o gado e destruíram as colheitas. Em 9 de junho, a Organização de Bem-Estar da Igreja dos Adventistas Júnior do Sétimo Dia das Índias Ocidentais preparava comida, dinheiro e cobertores para as vítimas.

### Tempestade tropical Anna
Em 23 de julho, uma onda tropical emergiu no Atlântico a partir da costa oeste da África. Até 0600 UTC em 25 de julho, o sistema evoluiu para a Depressão Tropical Doze. Inicialmente, a depressão se fortaleceu lentamente enquanto se movia para oeste-noroeste. Eventualmente, foi atualizado para a Tempestade Tropical Anna em 27 de julho. A intensificação continuou durante os próximos 66 horas. Em 29 de julho, Anna atingiu o pico com ventos máximos sustentados de 70 mph (110) km/h) e pressão barométrica mínima de 1,002 mbar (29.6 inHg). Depois disso, a tempestade começou a enfraquecer e se moveu em uma direção mais a noroeste. Tarde de 31 de julho, Anna foi rebaixada para uma depressão tropical, enquanto estava situada ao norte das Pequenas Antilhas.

Anna fortaleceu-se brevemente em uma tempestade tropical no final de 1 de agosto. A tempestade voltou a se curvar para nordeste em 2 de agosto e permaneceu no mar da costa leste dos Estados Unidos. Ana mais uma vez alcançou o status de tempestade tropical no início de 3 de agosto. Mais intensificação ocorreu, com a tempestade atingindo ventos de 105 km/h (65 mph) mais tarde naquele dia. No entanto, Anna fez a transição para um ciclone extratropical após a fusão com uma área de baixa pressão extratropical às 0000 UTC em 4 de agosto, enquanto centralizado perto da ilha de Sable. Os remanescentes continuaram rapidamente leste-nordeste através do Atlântico até se tornarem não identificáveis em 5 de agosto.

### Furacão Blanche
Uma onda tropical foi rastreada inicialmente cerca de 2,100 km (1,300 mi) a leste das Pequenas Antilhas em 6 de agosto. O sistema curvou-se para oeste-norte em 6 de agosto, eventualmente, mudou-se pela periferia ocidental das Bermudas. Na tarde de 10 de agosto, uma circulação desenvolveu-se e em 11 de agosto pelas 00:00 UTC, o sistema tornou-se uma depressão tropical enquanto localizava cerca de 850 km (530 mi) leste de Wabasso Beach, Flórida. Sob a influência de uma calha, seguiu rapidamente de norte a norte-nordeste. Depois que os navios relataram ventos de até 74 km/h (46 mph), a depressão foi elevada para a tempestade tropical Blanche no final de 11 de agosto.

Foi então que a intensificação significativa ocorreu. Mais tarde em 11 de agosto, relatórios de reconhecimento da Marinha indicaram que Blanche atingiu a intensidade do furacão. Depois dos ventos atingirem os 85 mph (140) km/h), a forte corrente sudoeste em que Blanche estava embutido fez com que a tempestade se acelerasse para nordeste. Em 12 de agosto, a tempestade começou a perder características tropicais perto da ilha de Sable; ou seja, o campo eólico estava tornando-se assimétrico. Em Sable Island, uma estação meteorológica registou ventos de 82 km/h (51 mph) e rajadas de vento até 111 km/h (69 mph). Ao passar para o sul da Terra Nova, Blanche foi absorvido por uma zona frontal às 0000 UTC em 13 de agosto.

### Furacão Camille
Um distúrbio tropical mudou-se para a costa oeste da África em 5 de agosto, e evoluiu para a tempestade tropical Camille perto da Grande Caimão em 14 de agosto. A tempestade fortaleceu-se rapidamente e foi um Furacão de Categoria quando atingiu perto da ponta ocidental de Cuba em 15 de agosto. A tempestade danificou 100 casas na Ilha da Juventude, enquanto 20,000 residentes foram deixados sem abrigo no continente; Cinco fatalidades também foram relatadas e os danos atingiram US$ 5 milhões. No início de 16 agosto, Camille emergiu no Golfo do México. Entre 16 de agosto e 17 de agosto, a tempestade se aprofundou rapidamente, com uma pressão barométrica mínima de 905 mbar (26.7 inHg). Mais tarde em 17 de agosto, Camille atingiu o pico de 282 km/h (175 mph) Categoria 5). Provavelmente, manteve essa intensidade até chegar perto de Bay St. Louis, Mississippi, no início de 18 de agosto; Camille foi um dos únicos quatro ciclones tropicais a atingir o continente dos Estados Unidos como uma categoria 5, os outros foram o furacão do Dia do Trabalho de 1935, o furacão Andrew em 1992 e o furacão Michael em 2018. O Mississippi sofreu o impacto do furacão Camille. Uma combinação de ventos fortes e grandes tempestades causou um impacto adverso no estado. Somente no Mississippi, 3.881 habitações foram destruídas e 41.848 foram danificadas. Cerca de 406 reboques foram destruídos e 325 adicionais sofreu grandes perdas. Estima-se 645 edifícios agrícolas foram destruídos e outros 2.002 recebeu grandes danos. Além disso, 569 pequenas empresas foram impactadas.
Nos estados vizinhos do Mississippi, Alabama e Luisiana, 1.781 casas foram destruídas e 6.000 outros foram perdas infligidas. Cerca de 676 reboques foram demolidos e 296 foram severamente impactados. Além disso, 124 pequenas empresas foram destruídas ou sofreram grandes danos. Camille enfraqueceu rapidamente após o desembarque em 18 de agosto e foi apenas uma depressão tropical cerca de 24 horas mais tarde. No entanto, a tempestade manteve a intensidade quando voltou ao leste, sobre o vale do rio Ohio. Caíram fortes chuvas ao se aproximar do Oceano Atlântico, especialmente na Virgínia. Até 690 mm (27 in) caiu no centro-oeste do condado de Nelson. Somente no condado de Nelson, 133 pontes foram arrasadas, enquanto em alguns lugares, comunidades inteiras estavam debaixo d'água. Houve cheias nos rios com com alturas recordes, causando inundações severas. No estado da Virgínia e da Virgínia Ocidental, um número estimado de 349 casas foram destruídas e 2.587 receberam danos em algum grau. Oitenta e três caravanas foram demolidas e 71 outros receberam grandes perdas. Alegadamente, 730 edifícios agrícolas foram destruídos e 535 foram infligidos danos menores. Noventa e seis pequenas empresas também foram severamente danificadas ou destruídas. Ao longo do caminho, as chuvas foram registadas em vários outros estados, incluindo Arkansas, Delaware, Flórida, Geórgia, Illinois, Indiana, Maryland, Nova Jérsia, Carolina do Norte, Ohio, Pensilvânia, Carolina do Sul e Tennessee. Depois de chegar ao Atlântico, Camille fortaleceu-se em uma tempestade tropical com ventos de 70 mph (115) km/h), mas foi absorvida por uma frente fria ao sul da Terra Nova em 22 de agosto. Com perdas estimadas em US$ 1,42 bilhões, Camille era considerado o furacão mais caro da história dos Estados Unidos na época. Além disso, houve 256 mortes nos Estados Unidos.

### Furacão Debbie
Em 14 de agosto, uma onda tropical evoluiu para uma depressão tropical, localizada a meio caminho entre as Pequenas Antilhas e a costa da África. No dia seguinte, a depressão fortaleceu-se na tempestade tropical Debbie. No final de 16 de 16 de agosto Debbie tornou-se um furacão de Categoria. Movendo-se para noroeste, intensificou-se ainda mais para um furacção de Categoria 3 com ventos de 185 km/h (115 mph) em 18 de agosto. No entanto, a tempestade começou a oscilar entre um furacão de Categoria 1 e uma Categoria 3 nos próximos dias, possivelmente devido à semeadura com iodeto de prata como parte do Projeto Stormfury. Em 20 de agosto, Debbie atingiu o seu pico de intensidade com ventos máximos sustentados de 120 mph (195) km/h) e uma pressão barométrica mínima de 951 mbar (28.1 inHg).
A tempestade curvou-se para nordeste quando o furacão Camille se deslocou para o litoral da costa leste dos Estados Unidos e brevemente enfraqueceu-se para um furacão de Categoria 2 em 21 de agosto, antes de horas depois ser fortalecido s novamente em Categoria 3 de furacão. Debbie acelerou e caiu na intensidade de Categoria 2 ao meio-dia de 23 de agosto. A tempestade curvou-se para o norte e enfraqueceu-se a um furacão de Categoria 1 no dia seguinte, pouco antes de passar pela costa da Terra Nova. Debbie virou para o nordeste e deteriorou-se para uma tempestade tropical em 25 agosto. Várias horas depois, o furacão dissipou-se cerca de 225 mi (360 km) ao leste-nordeste do Cabo Farvel, Gronelândia. Na Terra Nova, o vento sopra até 85 mph (140) km/h) em St. John's, enquanto chuvas de até 25 mm (0.98 in) foi registada ao longo das penínsulas de Avalon e Bonavista.

### Tempestade tropical Eve
Após o furacão Camille, uma frente quase estacionária moveu-se pelo sul dos Estados Unidos e situou-se no norte da Flórida. Uma área de corte de baixa pressão desenvolveu-se ao longo do sistema e adquiriu uma circulação de baixo nível. Até 00:00 UTC em 25 de agosto, o sistema foi classificado como depressão tropical enquanto localizava cerca das 100 mi (160 km) a leste de Jacksonville, Flórida. Devido ao ar frio na região, a depressão fortaleceu-se lentamente enquanto acompanhava quase ao leste. Tarde em 25 de agosto, foi atualizado para a Tempestade Tropical Eve.
Em 26 de agosto, observou o Centro Nacional de Furacões, embora as condições evitassem o aprofundamento rápido, uma maior intensificação foi possível. A tempestade ameaçou os estados do Meio-Atlântico e as Bermudas, mas permaneceu no mar e não causou impactos em nenhuma das regiões. Eve foi fortalecida ligeiramente em 26 de agosto, atingindo ventos máximos sustentados de 60 mph (95) km/h). Embora a tempestade enfraquecesse mais tarde naquele dia, Eve atingiu a sua pressão barométrica mínima de 996 mbar (29.4 inHg). No início de 2 de agosto, Eve foi rebaixada para uma depressão tropical. Começou a sucumbir aos efeitos do ar frio, que arrastou a circulação da tempestade. Às 00:00 UTC em 28 de agosto, Eva degenerou em uma calha de baixa pressão enquanto localizava cerca de 110 km (70 mi) oeste-noroeste das Bermudas.

### Furacão Francelia
Uma onda tropical evoluiu para uma depressão tropical perto das Ilhas Barlavento em 29 de agosto. Inicialmente, a depressão se fortaleceu lentamente enquanto se movia para oeste-noroeste e foi aprimorada para a tempestade tropical Francelia até mais de 24 horas mais tarde. Enquanto localizado ao norte das Honduras, curvava-se para oeste-sudoeste e foi atualizado para um furacão em 1 de setembro. A tempestade tornou-se brevemente um furacão de Categoria 3 em 2 de setembro, com ventos de 185 km/h (115 mph). No final de 3 de setembro, Francelia chegou a Punta Gorda, Belize, com ventos de 160 km/h (100 mph). A tempestade rapidamente enfraqueceu o interior e menos de 24 horas depois, dissipou-se no norte da Guatemala. No entanto, os remanescentes de Francelia mais tarde contribuíram para o desenvolvimento do furacão Glenda no leste do Oceano Pacífico.
Durante os seus estágios iniciais, Francelia trouxe ventos fortes e chuvas leves a várias ilhas do mar do Caribe. Embora permanecesse quase estacionária na costa da América Central, a forte precipitação caiu em alguns países, especialmente na Guatemala, onde graves inundações mataram 269 pessoas e causaram $15 milhões em danos. Em todo o país, aproximadamente 10.200 as pessoas ficaram desalojadas. Nas vizinhas Honduras, o furacão causou danos nas partes norte do país, com o Departamento das Ilhas da Baía sendo particularmente atingido. Lá, a tempestade danificou ou destruiu a maioria de duas cidades. Em El Salvador, inundou cidades isoladas por vários dias e causou danos às colheitas. As áreas costeiras de Belize perderam os serviços de eletricidade e telefone e ventos fortes resultaram em danos extensos às plantações de banana. Vários rios da região inundaram, incluindo o rio Belize, que atingiu 36 ft (11 m) acima do normal. Francelia foi classificado como o ciclone tropical mais mortífero da Guatemala, até o furacão Mitch em 1998. O dano total foi estimado em US$ 35,6 milhões e havia 271 mortes.

### Furacão Gerda
Uma onda tropical localizada nas Bahamas centrais evoluiu para uma depressão tropical em 6 de setembro. A depressão mudou-se para noroeste e inicialmente permaneceu desorganizada. No início de 7 de setembro, a depressão chegou a West Palm Beach, Flórida. O impacto no estado foi mínimo, limitado principalmente a chuvas leves. Mais tarde em 7 de setembro, a depressão ressurgiu no Oceano Atlântico ao sul de Cabo Canaveral. Começou a se fortalecer no dia seguinte e foi atualizado para a Tempestade Tropical Gerda às 06:00 UTC. No final de 8 de setembro, Gerda intensificou-se num furacão. A tempestade aprofundou-se significativamente, chegando a ventos de 201 km/h (125 mph) em 9 de setembro. No início de 10 de setembro, a Gerda enfraqueceu um pouco ao se aproximar da Nova Inglaterra e do Canadá Atlântico.
Ele chegou a Eastport, Maine em 10 de setembro e foi um dos mais fortes ciclones tropicais a atingir o estado. Apesar do landfall como furacão de Categoria, a maior velocidade sustentada do vento registada foi de 60 mph (95) km/h) no Condado de Washington, Maine. Quantidades de chuva de 24 horas superiores a 100 mm (4 in) foram observadas em algumas áreas da Nova Inglaterra, com um pico de precipitação de 144 mm (5.67 in) em Wellfleet, Massachusetts. Devido aos ventos e chuvas, partes do Maine, Massachusetts e New Hampshire relataram quedas de energia e inundações localizadas. Até às 06:00 UTC em 10 de setembro, a Gerda tornou-se extratropical no sudeste do Quebec. No Canadá Atlântico, os ventos deixaram muitos sem eletricidade em Novo Brunswick e Nova Escócia e deixaram cerca de US$ 3,5 milhões em perdas para as culturas de maçã.

### Furacão Holly
Uma onda tropical surgiu no Oceano Atlântico a partir da costa oeste da África em 8 de setembro. Movendo-se para oeste para oeste-noroeste, desenvolveu-se uma depressão tropical às 12:00 UTC em 14 de setembro, enquanto localizado cerca de 1.250 mi (2.315 km) a sudeste de Porto Rico, com base nas observações de Hurricane Hunter de uma circulação organizada. Organizou-se rapidamente e logo foi atualizado para a Tempestade Tropical Holly. Continuando para noroeste, intensificou-se constantemente, e os Hurricane Hunters relataram que Holly alcançou o status de furacão em 16 de setembro, com ventos de pico de 85 mph (140) km/h) e uma pressão barométrica mínima de 984 mbar (29.1 inHg).
Em 16 de setembro, Holly enfraqueceu um pouco ao virar para o oeste em direção às Pequenas Antilhas. Devido à falta de boa vazão de nível superior, além de água desfavorável, Holly rapidamente se enfraqueceu para o status de tempestade tropical em 18 de setembro, como confirmado pelos caçadores de furacões. No dia seguinte, enfraqueceu-se para o status de depressão tropical e depois passou pelas Pequenas Antilhas. Holly dissipou-se em 21 de setembro no mar do Caribe, enquanto situado entre o arquipélago de Los Roques, na Venezuela e Porto Rico.

### Depressão Tropical Vinte e Nove
Relatórios de envio em 19 de 19 de setembro indicaram a presença de uma área de baixa pressão no Golfo do México, centrada em cerca de 480 km (300 mi) oeste-noroeste de Key West, Flórida. Estima-se que uma depressão tropical se desenvolva às 12:00 UTC naquele dia. A depressão seguiu norte-noroeste e não se fortaleceu. No início de 21 de setembro, a depressão atingiu a cidade do Panamá e Port St. Joe, na Flórida. Ele degenerou em uma área remanescente de baixa pressão apenas algumas horas depois. Uma cordilheira de alta pressão bloqueou o movimento do sistema, movendo-o para o leste. Até 23 de setembro, o sistema tornou-se uma calha de baixa pressão. O cisalhamento do vento de nível superior moveu a circulação para o leste-nordeste e no Oceano Atlântico no dia seguinte.
Chuvas na Flórida atingiram o pico de 590 mm (23.4 in) em Havana e superior a 380 mm (15 in) na maior parte do Panhandle central. Muitas pontes e estradas foram lavadas ou inundadas pela água, incluindo partes da US Route 98 e State Road 20 entre Tallahassee e a Cidade do Panamá. Além disso, um tornado causado pela depressão destruiu um trailer, danificado por 30 casas e arquibancadas tombadas, cercas, luzes e postes elétricos. Danos na Flórida atingiram quase US$ 3,78 milhões, incluindo US$ 1,65 milhões para plantações e US$ 2.135 milhões para a propriedade. No sudoeste da Geórgia, a precipitação totaliza mais de 130 mm (5 in) eram comuns, enquanto as chuvas atingiram o pico em 360 mm (14 in) no sul do condado de Decatur. Ocorreram graves inundações locais, causando danos à propriedade e às culturas, principalmente aos amendoins que não foram debulhados. Até 180 mm (7 in) de precipitação caiu no Alabama, enquanto os totais de precipitação atingiram 76 mm (3 in) no Tennessee, Carolina do Sul, Carolina do Norte e Virgínia.

### Furacão Inga
Um distúrbio tropical evoluiu para uma depressão tropical em 20 de setembro. No dia seguinte, fortaleceu-se na tempestade tropical Inga, centrando-se em torno de 1,500 km (930 mi) leste-sudeste de San Juan, Porto Rico. Na época, a tempestade estava movendo-se para o oeste às 14 mph (23 km/h). No entanto, até 23 de setembro, a tempestade enfraqueceu para uma depressão tropical. A depressão continuou oeste-noroeste, passando ao norte das Ilhas Leeward, antes de seguir para o noroeste. Inga tornou-se uma tempestade tropical novamente em 29 de setembro. Continuou a intensificar-se e alcançou o status de furacão em 30 de setembro, enquanto curva para nordeste. A tempestade então virou em direção ao sul e, finalmente, completou um ciclo ciclônico, enquanto curvava de volta para o oeste. No final de 3 de outubro, Inga virou-se para o noroeste.
No início de 5 de outubro, o furacão produzido rajadas de vento até 130 km/h (80 mph) nas Bermudas, embora o impacto mínimo tenha ocorrido além de quedas de energia. Depois disso, Inga curvou-se para nordeste e continuou a aprofundar-se. Mais tarde em 5 de outubro, atingiu o pico como uma categoria 3 com ventos máximos sustentados de 185 km/h (115 mph) e uma pressão barométrica mínima de 964 mbar (28.5 inHg). Ao se mudar para um ambiente de temperaturas mais frias da superfície do mar, a tempestade começou a enfraquecer. Quando o ar frio entrou na sua circulação, a tempestade começou a perder características tropicais. Inga se reforçou brevemente enquanto começava a se deslocar para o leste. No entanto, a tempestade virou para o sul e começou a enfraquecer, deteriorando-se para uma tempestade tropical em 10 de outubro. Em direção ao oeste, Inga foi rebaixado para uma depressão tropical, antes de se dissipar totalmente em 15 de outubro, enquanto estava localizado a cerca de 470 km (290 mi) de onde alcançou o status de furacão.

### Furacão Dez
Uma depressão subtropical formou-se ao largo da costa da Carolina do Norte em 21 de setembro. Atingiu a força de tempestade subtropical naquela noite, e nos próximos dias, atingiu a força de furacão enquanto se movia para o Nordeste. "Dez" dissipou-se em 26 de setembro, a 320 km (200 mi) ao sul da Terra Nova.

### Tempestade tropical Onze
A tempestade tropical Onze formou-se a partir de uma depressão subtropical a sudoeste dos Açores em 24 de setembro. Depois de um dia de deriva a Oeste-Sudoeste, ele moveu-se para oeste, onde se tornou uma tempestade subtropical, e mais tarde uma tempestade tropical. "Onze" atingiu seu pico de 110 km/h em 27 de setembro enquanto se movia para norte. Manteve essa intensidade por dois dias, mas em 29 de setembro, dissipou-se devido ao ar frio e cisalhamento a leste da Terra Nova.

### Tempestade subtropical Um
Uma área de baixa pressão de nível superior no sudeste do Golfo do México provocou uma depressão subtropical em 12:00 UTC em 29 de setembro. Operacionalmente, foi classificado como Depressão Tropical Trinta e Dois. Seis horas depois, a tempestade se tornou mais forte. No início do dia seguinte, a tempestade atingiu o pico de ventos sustentados de 60 mph (95) km/h). Manteve essa intensidade por cerca de 24 horas, antes que o ar frio e o cisalhamento do vento começassem a enfraquecer a tempestade no início de 1 de outubro. Pouco tempo depois, a tempestade enfraqueceu de volta a uma depressão subtropical, poucas horas antes do desembarque perto de Fort Walton Beach, Flórida. A depressão subtropical rapidamente se dissipou no interior.
As chuvas foram relativamente leves e as quantidades mais pesadas foram deslocadas ao leste da pista, com a precipitação chegando a 171 mm (6.74 in) em Santo Agostinho, Flórida. Mais perto do local do desembarque, a precipitação atingiu quase 100 mm (4 in) em Pensacola. Várias trombas de água foram relatadas na área da Cidade do Panamá, enquanto um tornado em Carabelle e abriu uma casa na comunidade de St. James. Os aviões da Guarda Costeira dos Estados Unidos procuraram três pessoas num avião leve que desapareceu enquanto viajava de DeFuniak Springs para Sebring. A tempestade trouxe chuvas para vários outros estados, chegando ao norte até Maine.

### Tempestade tropical Jenny
Em 1 de outubro, uma depressão tropical desenvolveu-se no noroeste do Mar do Caribe a partir da mesma baixa pressão de corte que gerou a tempestade subtropical anterior em 29 de setembro. A depressão se moveu rapidamente para o norte-nordeste e atingiu Cuba no início de 2 de outubro. Ao se aproximar da costa sudoeste da Flórida mais tarde naquele dia, o sistema intensificou-se na tempestade tropical Jenny. Simultaneamente, Jenny atingiu o seu pico de intensidade com ventos de 45 mph (75) km/h) e uma pressão mínima de 1,000 mbar (30 inHg). Por volta das 00:00 UTC em 2 de outubro, a tempestade chegou a Fort Myers e Naples, Flórida, com ventos de 40 graus mph (60) km/h). Jenny emergiu no Atlântico ocidental como uma depressão tropical, mas o aumento do sulco forçou a tempestade a seguir a oeste-sudoeste na Flórida. O ciclone não conseguiu fortalecer-se e dissipou-se em 6 de outubro ao sul da Louisiana.
A tempestade atravessou Cuba como uma depressão tropical. Impacto mínimo foi relatado. A tempestade produziu chuvas moderadas a pesadas sobre partes da Península da Flórida, chegando a 168 mm (6.61 in) perto de Deland. Foram reportados pequenos estragos nas estradas no condado de Lee. As chuvas ao longo do baixo rio Kissimmee e da bacia do lago Okeechobee fizeram com que algumas pastagens e áreas de planície de inundação fossem inundadas pela água. O Lago Kissimmee subiu 0.46 m (1.5 ft) em altura devido à precipitação. Os restos de Jenny mais tarde contribuíram para o desenvolvimento de fortes chuvas no sul da Louisiana.

### Furacão Kara
Uma crista de baixa pressão fria sobre o Oceano Atlântico ocidental aqueceu no extremo leste, tornando-se uma depressão tropical em 7 de outubro sobre 135 mi (215 km) ao norte de Punta Cana, República Dominicana. A depressão passou ao sul das Ilhas Turks e Caicos e depois para o oeste de Mayaguana. No início de 9 de outubro, o sistema virou para o norte e intensificou-se na tempestade tropical Kara, após várias horas. O fluxo sudoeste associado a uma calha de nível superior fez com que a tempestade se curvasse para nordeste. Em 10 de outubro, uma pressão baixa de nível superior se formou na costa da Carolina do Norte. Inicialmente, Kara se moveu rapidamente para o norte-noroeste, em torno da baixa. No entanto, em 11 de outubro, Kara e o baixo se fundiram, resultando no primeiro movimento incorreto. Enquanto seguia para sudoeste em temperaturas mais quentes do oceano, a tempestade continuava a se fortalecer.
Depois de executar um pequeno loop ciclônico, Kara desenvolveu um recurso ocular em 14 de outubro, antes de se tornar um furacão em 15 de outubro. Ao se deslocar para o exterior da Carolina do Norte, a tempestade trouxe marés de 0.30 to 0.91 m (1 to 3 ft) acima do normal entre 10 de outubro e 15 de outubro, causando inundações costeiras em áreas muito baixas. Até 15 de outubro, um oeste de nível superior forçou a tempestade a se mover para nordeste e acelerar. Kara passou a se fortalecer ainda mais e se tornou uma furacão de Categoria 2 a 18:00 UTC em 17 de outubro. Seis horas depois, a tempestade atingiu o pico de ventos de 105 graus. mph (165) km/h) e uma pressão mínima de 978 mbar (28.9 inHg). Kara começou a perder características tropicais e a enfraquecer depois de encontrar uma calha fria sobre o Atlântico nordeste, caindo à intensidade das tempestades tropicais no final de 18 de outubro. A tempestade logo se tornou extratropical, cerca de 700 km (435 mi) norte-nordeste da Ilha do Corvo, nos Açores.

### Furacão Laurie
Uma área de baixa pressão evoluiu para uma depressão tropical enquanto localizava cerca de 75 mi (120 km) a nordeste de Guanaja, no departamento das Ilhas da Baía de Honduras. Embora as condições fossem favoráveis ao aprofundamento rápido, a depressão não conseguiu, porque não foi empilhada verticalmente e atingiu a península de Iucatã no final de 18 outubro. Depois de emergir no Golfo do México no dia seguinte, o sistema se fortaleceu na tempestade tropical Laurie. Mais tarde em 19 de outubro, Laurie curvou-se para o norte e continuou se intensificando. Às 12:00 UTC em 20 de outubro, a tempestade se tornou um furacão. Em seguida, curvou-se para o leste sobre o Golfo do México central e continuou a se aprofundar, chegando ao auge como categoria. 2 furacão com ventos sustentados de 105 mph (165) km/h) e uma pressão barométrica mínima de 973 mbar (28.7 inHg). Depois disso, o ar mais seco começou a enfraquecer Laurie em 22 de outubro. Laurie curvou-se para o sudeste e depois para o sul, permitindo que permanecesse bem ao largo da costa do Golfo dos Estados Unidos.
No início de 23 de outubro, o ciclone enfraqueceu para uma tempestade tropical enquanto se curvava para oeste-sudoeste. No final do dia seguinte, Laurie se deteriorou em uma depressão tropical. Depois de se mover para o sudoeste e depois para o sul, a tempestade chegou perto de Paraíso, Tabasco, México, no início de 27 de outubro Laurie prontamente se dissipou. No exterior, o pessoal da plataforma de petróleo foi evacuado quando a tempestade se aproximou. Um relógio de furacão foi emitido de Galveston, Texas, para Pensacola, Flórida; o relógio foi estendido para leste até Apalachicola, Flórida, em 21 de outubro As evacuações voluntárias ocorreram no sul da Louisiana por medo de uma tempestade semelhante ao furacão Betsy em 1965 ou Camille no início daquele ano. O impacto na terra limitou-se principalmente à menor erosão da praia. Causou danos menores na Península de Yucatán e em Tabasco.

### Tempestade tropical Dezasseis
Uma depressão subtropical formou-se a oeste-sudoeste dos Açores em 28 de outubro. Ele se moveu para noroeste, alcançando a força de tempestade tropical em 29 de outubro, e depois de se virar bruscamente quando atingiu seu pico de ventos máximos sustentados de 110 km/h. "Dezasseis" tornou-se extratropical em 31 de outubro a oeste dos Açores.

### Furacão Dezassete
Uma grande tempestade extratropical sobre o Atlântico Norte formou uma tempestade subtropical em 31 de outubro ao sul da Terra Nova. Moveu-se para sudeste, ganhando características tropicais e força no caminho. Alcançou a força de furacão em 4 de novembro, atingindo o status de uma tempestade mínima de categoria 1 ao se aproximar dos Açores, mas enfraqueceu-se antes de passar pelas ilhas. "Dezassete" perdeu suas as características tropicais em 7 de novembro.

### Furacão Martha
A tempestade tropical Martha desenvolveu-se no mar do sudoeste do Caribe em 21 de novembro. Inicialmente, a tempestade desenvolveu-se com ventos sustentados de 50 mph (85) km/h), mantendo-se abaixo do status de depressão tropical. Permaneceu parado e rapidamente intensificou-se em um furacão. Martha atingiu ventos máximos sustentados de 90 mph (150) km/h) em 22 de novembro. Posteriormente, Martha enfraqueceu e derivou para o sul. Em 24 de novembro, Martha chegou a Veraguas, Panamá, como uma forte tempestade tropical. Martha foi o único ciclone tropical registado a chegar ao Panamá. O sistema enfraqueceu para uma depressão tropical e dissipou-se sobre a terra em 25 de novembro.
Como a tempestade enfraqueceu antes do landfall, os ventos fortes não eram esperados ou relatados nos países afetados. No Panamá, mais de 330 mm (13 in) de precipitação pode ter caído em algumas áreas. As terras agrícolas foram inundadas em Almirante, Bocas del Toro e as ruas foram inundadas em áreas baixas de Puerto Armuelles, Chiriquí. A tempestade também trouxe chuvas significativas para a Costa Rica. Inundações e deslizamentos de terra isolaram a maior parte da cidade capital de San José. Inúmeras ruas foram inundadas em Golfito. Danos na Costa Rica atingiram US $ 30 milhões e 5 mortes foram relatadas.

### Outros sistemas
Além dos 20 outros ciclones tropicais da temporada, houve três pequenas depressões tropicais. A primeira depressão tropical (numerada cinco), desenvolvida em 29 de maio cerca de 85 mi (135 km) a sudeste de Cutler Bay, Flórida. A depressão seguiu para o nordeste e passou pelas Bahamas nas Ilhas Abaco mais tarde naquele dia. Depois de atravessar as Bahamas, a depressão continuou para nordeste, e eventualmente dissipou-se 690 km (430 mi) a sudoeste das Bermudas em 30 de 30 de maio Nenhum impacto foi relatado nas Bahamas. Também em 29 de maio, a depressão tropical Seis, desenvolvida enquanto centrada a 40 mi (60 km) ao sudoeste da ilha de San Andrés, Colômbia. A depressão seguiu para oeste-noroeste em direção à costa da Nicarágua, no entanto, rapidamente se desviou para o nordeste. Durante o resto da sua duração, a depressão seguiu principalmente para o norte ou nordeste do outro lado do mar do Caribe. Em 1 de junho, o dia em que começou oficialmente a temporada de furacões no oceano Atlântico de 1969, a depressão tropical Seis chegou à Península de Zapata, na Cuba. A depressão dissipou-se no início de 2 de junho. Nenhum impacto foi relatado na Cuba ou na Nicarágua. A depressão tropical Sete causou sérios danos na Cuba e na Jamaica, como descrito acima.
Às 00:00 UTC em 12 de junho, a depressão tropical Oito formou-se a cerca de 55 mi (90 km) a leste de Cozumel, Quintana Roo. Moveu-se para oeste-noroeste sem se fortalecer e chegou a Playa del Carmen e Puerto Morelos, Quitana Roo, mais tarde naquele dia, com ventos de 30 mph (45) km/h). A depressão moveu-se lentamente através da Península de Iucatã até emergir no Golfo do México ao longo da costa norte da Península de Iucatã em 14 de junho. Nenhuma intensificação ocorreu no Golfo do México e até às 00:00 UTC em 15 de junho, a depressão se dissipou enquanto estava localizad a cerca de 80 km (50 mi) ao norte-nordeste de Progreso, Iucatã. Uma onda tropical situada a cerca de 640 km (400 mi) ao leste de Trinidad evoluiu para a depressão tropical Treze em 25 de julho. A depressão moveu-se para o noroeste em direção às Pequenas Antilhas e, mais tarde naquele dia, cruzou Barbados com ventos de 35 mph (55) km/h). Continuou para o noroeste e pode ter atingido a Martinica em 26 de junho. Às 00:00 UTC no dia seguinte, a depressão dissipou-se a cerca de 30 mi (50 km) oeste-sudoeste de Basseterre, Guadalupe.

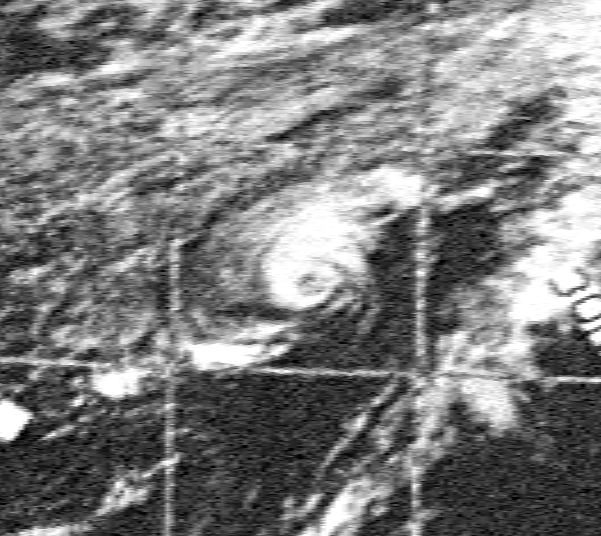
Um furacão sem nome em 5 de novembro

Além das depressões tropicais, quatro tempestades adicionais sem nome existiram durante a temporada. Uma depressão subtropical formou-se na costa da Carolina do Norte em 21 de setembro. Atingiu a força das tempestades subtropicais naquele dia. Alguns dias depois, atingiu a força do furacão enquanto se deslocava para o nordeste. A tempestade dissipou-se em 26 de setembro enquanto estava localizada a cerca de 320 km (200 mi) ao sul da Terra Nova. Outra tempestade desenvolveu-se a partir de uma depressão subtropical a sudoeste dos Açores em 24 de setembro. Depois de se deslocar para oeste-sudoeste, mudou-se para oeste e fortaleceu-se numa tempestade subtropical em 25 de setembro, e depois uma tempestade tropical. O ciclone atingiu o seu pico 110 km/h (70 mph) em 27 de setembro enquanto se move para o norte. Em 29 de setembro, dissipou-se a leste da Terra Nova. Uma depressão subtropical formou-se a oeste-sudoeste dos Açores em 28 de outubro. Em direção ao noroeste, atingiu o status de tempestade tropical em 29 de outubro e logo atingiu o pico com ventos de 110 km/h (70 mph). A tempestade tornou-se extratropical a oeste dos Açores em 31 de outubro. Uma grande tempestade extratropical sobre o Atlântico Norte formou uma tempestade subtropical em 31 de outubro ao sul da Terra Nova. Moveu-se para o sudeste, ganhando características tropicais e força no caminho. Atingiu a força do furacão em 4 de novembro, chegando como uma tempestade mínima de Categoria ao se aproximar dos Açores, mas enfraqueceu antes de passar pelas ilhas. O sistema dissipou-se em 7 de novembro.
Os seguintes nomes foram usados para tempestades nomeadas que se formaram em 1969 na bacia do Atlântico. As tempestades foram nomeadas pela primeira vez em 1969, Blanche, Camille, Eve, Francelia, Holly, Kara, Laurie e Martha. Esta é a mesma lista usada na temporada de 1965, exceto Blanche e Camille. Os nomes que não foram atribuídos estão marcados em nomes não usados. Em algum momento após o início da temporada, o nome Carol (originalmente o nome C na lista deste ano) foi substituído por Camille. Após a temporada, o nome Camille foi aposentado.
| - Anna - Blanche - Camille - Debbie - Eve - Francelia - Gerda | - Azevinho - Inga - Jenny - Kara - Laurie - Martha - Netty (sem usar) | - Orva (sem usar) - Peggy (sem usar) - Rhoda (sem usar) - Sadie (sem usar) - Tanya (sem usar) - Virgy (sem usar) - Wenda (sem usar) |

## Efeitos da estação
Esta é uma tabela das tempestades em 1969 e das suas terras, se houver. As mortes entre parênteses são adicionais e indiretas (um exemplo de morte indireta seria um acidente de trânsito), mas ainda estão relacionadas à tempestade. Danos e mortes incluem totais enquanto a tempestade era extratropical ou uma onda ou baixa.
| Nome         | Datas ativo                    | Classificação maior | Velocidade ventos sustentados | Pressão               | Áreas afetadas                                               | Prejuízos (USD) | Mortos | Refs |
| ------------ | ------------------------------ | ------------------- | ----------------------------- | --------------------- | ------------------------------------------------------------ | --------------- | ------ | ---- |
| Sete         | june 7 – 9                     | Depressão tropical  | 48 km/h (30 mph)              | 1,006 hPa (29.7 inHg) | Cuba, Jamaica, Flórida                                       | Unknown         | Nenhum |      |
| Anna         | july 25 – 3 de agosto          | Tempestade tropical | 105 km/h (65 mph)             | 1,002 hPa (29.6 inHg) | Nenhum                                                       | Nenhum          | Nenhum |      |
| Blanche      | 11 de agosto – 12              | Furacão Categoria 1 | 137 km/h (85 mph)             | 997 hPa (29.4 inHg)   | Sable Island                                                 | Nenhum          | Nenhum |      |
| Camille      | 14 de agosto – 22              | Furacão Categoria 5 | 282 km/h (175 mph)            | 900 hPa (27 inHg)     | Sul e Região leste dos Estados Unidos                        | $1 430 000 000  | 259    |      |
| Debbie       | 14 de agosto – 25              | Furacão Categoria 3 | 190 km/h (120 mph)            | 951 hPa (28.1 inHg)   | Terra Nova                                                   | Nenhum          | Nenhum |      |
| Eve          | 25 de agosto – 27              | Tempestade tropical | 97 km/h (60 mph)              | 996 hPa (29.4 inHg)   | Nenhum                                                       | Nenhum          | Nenhum |      |
| Francelia    | 29 de agosto – 4 de setembro   | Furacão Categoria 3 | 185 km/h (115 mph)            | 973 hPa (28.7 inHg)   | Ilhas de Sotavento, Honduras, Guatemala, Belize              | $35 600 000     | 271    |      |
| Gerda        | 6 de setembro – 10             | Furacão Categoria 3 | 201 km/h (125 mph)            | 979 hPa (28.9 inHg)   | Costa Leste dos Estados Unidos, Nova Escócia, Nova Brunswick | $3 500 000      | Nenhum |      |
| Holly        | 14 de setembro – 21            | Furacão Categoria 1 | 137 km/h (85 mph)             | 984 hPa (29.1 inHg)   | Ilhas de Sotavento                                           | Nenhum          | Nenhum |      |
| Vinte e Nove | 19 de setembro – 21            | Depressão tropical  | 48 km/h (30 mph)              | 1,008 hPa (29.8 inHg) | Cuba, Flórida                                                | $3 780 000      | Nenhum |      |
| Inga         | 20 de setembro – 15 de outubro | Furacão Categoria 3 | 185 km/h (115 mph)            | 964 hPa (28.5 inHg)   | Bermudas                                                     | Menor           | Nenhum |      |
| Sem nome     | 21 de setembro – 26            | Furacão Categoria 1 | 121 km/h (75 mph)             | 985 hPa (29.1 inHg)   | Nenhum                                                       | Nenhum          | Nenhum |      |
| Sem nome     | 24 de setembro – 30            | Tempestade tropical | 110 km/h (70 mph)             | 990 hPa (29 inHg)     | Nenhum                                                       | Nenhum          | Nenhum |      |
| Um           | 29 de setembro – 1 de outubro  | Subtropical storm   | 97 km/h (60 mph)              | 996 hPa (29.4 inHg)   | Flórida                                                      | Nenhum          | Nenhum |      |
| Jenny        | 1 de outubro – 6               | Tempestade tropical | 72 km/h (45 mph)              | 1,000 hPa (30 inHg)   | Cuba, Flórida                                                | Menor           | Nenhum |      |
| Kara         | 7 de outubro – 18              | Furacão Categoria 2 | 169 km/h (105 mph)            | 978 hPa (28.9 inHg)   | Carolina do Norte                                            | Nenhum          | Nenhum |      |
| Laurie       | 17 de outubro – 27             | Furacão Categoria 2 | 169 km/h (105 mph)            | 973 hPa (28.7 inHg)   | northern México                                              | Menor           | Nenhum |      |
| Sem nome     | 28 de outubro – 31             | Tempestade tropical | 110 km/h (70 mph)             | 990 hPa (29 inHg)     | Nenhum                                                       | Nenhum          | Nenhum |      |
| Sem nome     | 31 de outubro – 7 de novembro  | Furacão Categoria 1 | 121 km/h (75 mph)             | 988 hPa (29.2 inHg)   | Nenhum                                                       | Nenhum          | Nenhum |      |
| Martha       | 21 de novembro – 25            | Furacão Categoria 1 | 140 km/h (90 mph)             | 975 hPa (28.8 inHg)   | Costa Rica, Panama                                           | $30 000 000     | 5      |      |